# Керпінет (комуна)
Керпінет (рум. Cărpinet) — комуна у повіті Біхор в Румунії. До складу комуни входять такі села (дані про населення за 2002 рік):
- Ізбук (621 особа)
- Келугері (636 осіб)
- Керпінет (585 осіб) — адміністративний центр комуни
- Лехечень (422 особи)

Комуна розташована на відстані 359 км на північний захід від Бухареста, 81 км на південний схід від Ораді, 91 км на південний захід від Клуж-Напоки, 124 км на північний схід від Тімішоари.

## Населення
За даними перепису населення 2002 року у комуні проживали 2264 особи.
Національний склад населення комуни:
| Національність | Кількість осіб | Відсоток |
| -------------- | -------------- | -------- |
| румуни         | 2245           | 99,2%    |
| цигани         | 9              | 0,4%     |
| угорці         | 6              | 0,3%     |
| українці       | 4              | 0,2%     |

Рідною мовою назвали:
| Мова       | Кількість осіб | Відсоток |
| ---------- | -------------- | -------- |
| румунська  | 2251           | 99,4%    |
| циганська  | 9              | 0,4%     |
| українська | 3              | 0,1%     |
| угорська   | 1              | < 0,1%   |

Склад населення комуни за віросповіданням:
| Релігія        | Кількість осіб | Відсоток |
| -------------- | -------------- | -------- |
| православні    | 2148           | 94,9%    |
| п'ятдесятники  | 53             | 2,3%     |
| баптисти       | 48             | 2,1%     |
| адвентисти     | 11             | 0,5%     |
| римо-католики  | 1              | < 0,1%   |
| реформати      | 1              | < 0,1%   |
| греко-католики | 1              | < 0,1%   |
| бретрени       | 1              | < 0,1%   |